# Kabinett Mischustin I

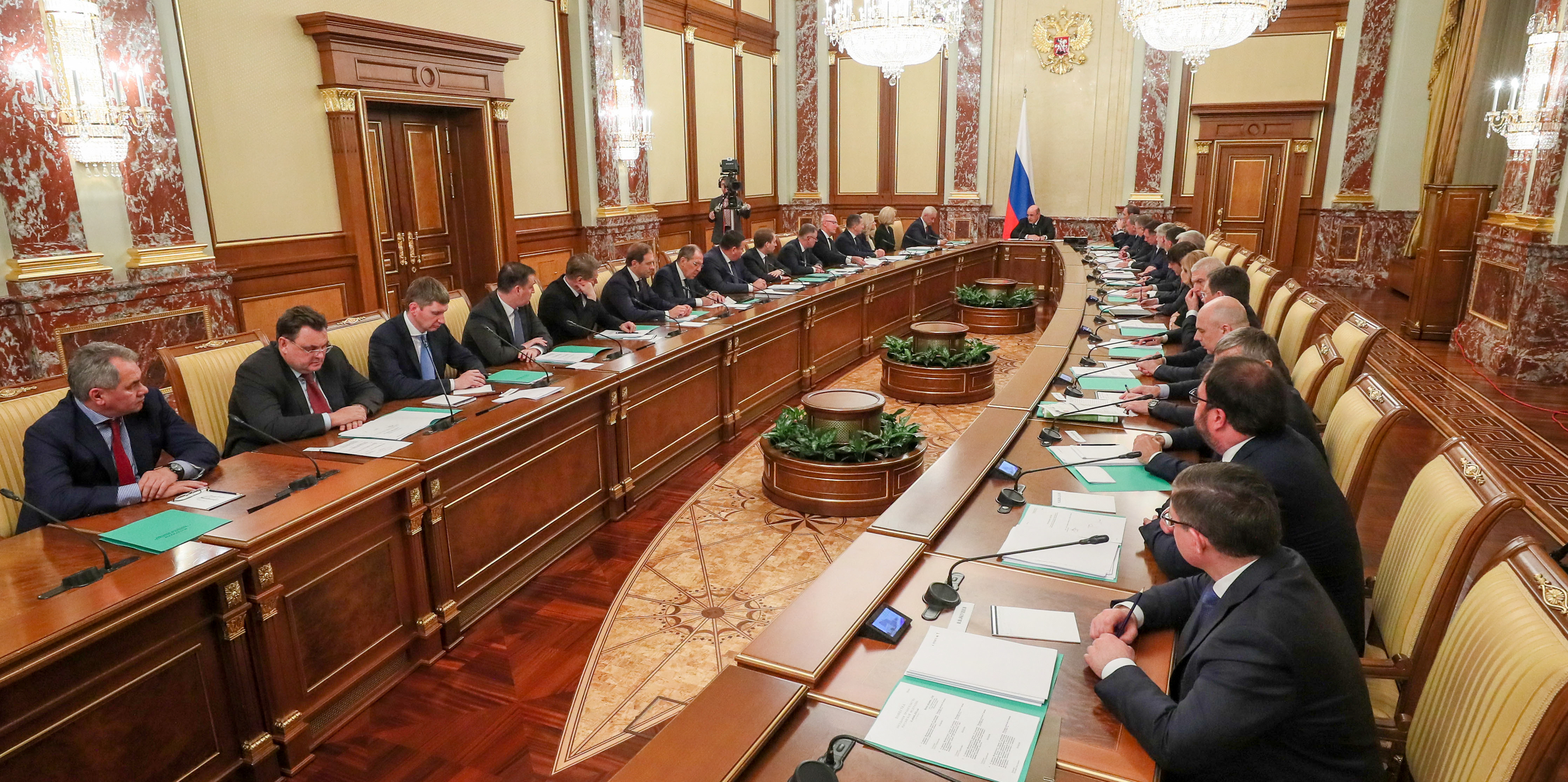
Kabinettssitzung am 21. Januar 2020

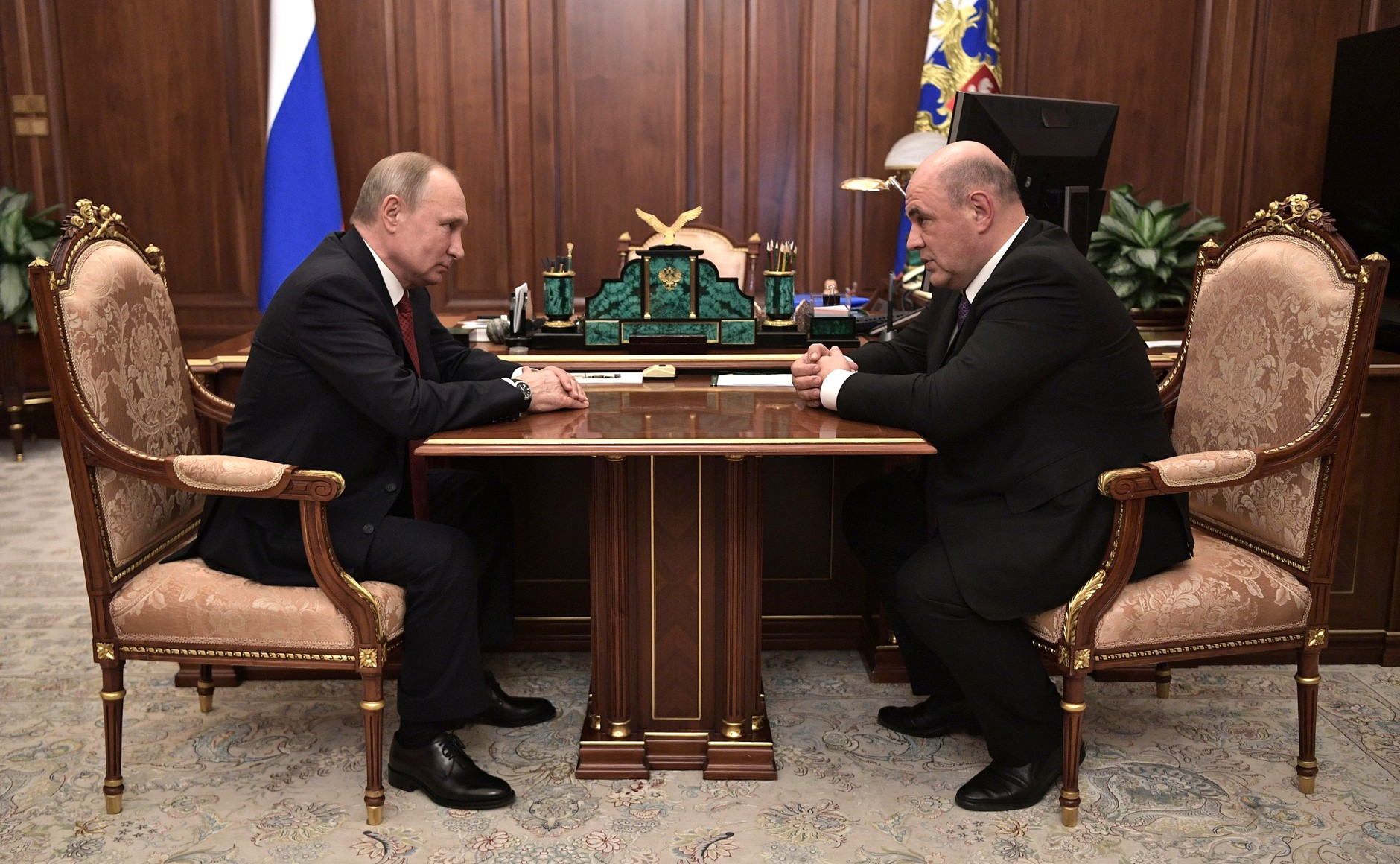
Ernennung von Mischustin (rechts) zum Ministerpräsidenten durch Präsident Putin (links).

Das Kabinett Mischustin I bildete vom 21. Januar 2020 bis zum 7. Mai 2024 die Regierung der Russischen Föderation. Es löste das Kabinett Medwedew II ab. Es wurde von Michail Mischustin geleitet, welcher am 15. Januar 2020 von Präsident Wladimir Putin zum neuen Ministerpräsidenten ernannt wurde und am 16. Januar 2020 von der Duma bestätigt wurde. Im Mai 2024 wurde es vom Kabinett Mischustin II abgelöst.

## Regierungsmitglieder
| Amt | Foto | Name                                  | Partei           | Amtszeit                              |
| --- | ---- | ------------------------------------- | ---------------- | ------------------------------------- |
| Ministerpräsident |      | Michail Mischustin                    | Parteilos        | Ab 16. Januar 2020                    |
| Erster Stellvertretender Ministerpräsident (für Finanzen, Wirtschaft und nationale Projekte)                                                                        |      | Andrei Beloussow                      | Parteilos        | Ab 21. Januar 2020                    |
| Stellvertretende Ministerpräsidentin (für Agro-Industriekomplex, Natürliche Ressourcen und Ökologie)                                                                |      | Wiktorija Abramtschenko               | Einiges Russland | Ab 21. Januar 2020                    |
| Stellvertretender Ministerpräsident und Kabinettschef |      | Dmitri Grigorenko                     | Parteilos        | Ab 21. Januar 2020                    |
| Stellvertretender Ministerpräsident (für Bau und Regionalentwicklung)                                                                                               |      | Marat Chusnullin                      | Parteilos        | Ab 21. Januar 2020                    |
| Stellvertretender Ministerpräsident (für die Verteidigungs- und Raumfahrtindustrie)                                                                                 |      | Juri Borissow                         | Parteilos        | 21. Januar 2020 bis 15. Juli 2022     |
| Stellvertretender Ministerpräsident (für die Verteidigungs- und Raumfahrtindustrie)                                                                                 |      | Denis Manturow                        | Einiges Russland | Ab 15. Juli 2022                      |
| Stellvertretender Ministerpräsident (für die Eurasische Wirtschaftsunion, Gemeinschaft Unabhängiger Staaten, BRICS-Staaten, G20 und Internationale Veranstaltungen) |      | Alexei Owertschuk                     | Parteilos        | Ab 21. Januar 2020                    |
| Stellvertretender Ministerpräsident (für Kraftstoff-Energie-Komplex)                                                                                                |      | Alexander Nowak                       | Einiges Russland | Ab 21. Januar 2020                    |
| Stellvertretender Ministerpräsident und Bevollmächtigter des Präsidenten im Föderationskreis Ferner Osten                                                           |      | Juri Trutnew                          | Einiges Russland | Ab 21. Januar 2020                    |
| Stellvertretende Ministerpräsidentin (für Bildung, Gesundheit und Sozialpolitik)                                                                                    |      | Tatjana Golikowa                      | Einiges Russland | Ab 21. Januar 2020                    |
| Stellvertretender Ministerpräsident (für Tourismus, Kultur, Kommunikation und Sport)                                                                                |      | Dmitri Tschernyschenko                | Parteilos        | Ab 21. Januar 2020                    |
| Minister für Landwirtschaft |      | Dmitri Patruschew                     | Parteilos        | Ab 21. Januar 2020                    |
| Minister für digitale Entwicklung, Kommunikation und Massenmedien                                                                                                   |      | Maksut Schadajew                      | Parteilos        | Ab 21. Januar 2020                    |
| Minister für Bauwesen, Wohnungswesen und Versorgung |      | Wladimir Jakuschew                    | Einiges Russland | 21. Januar 2020 bis 9. November 2020  |
| Minister für Bauwesen, Wohnungswesen und Versorgung |      | Nikita Stasischin (kommissarisch)     | Parteilos        | 1. Mai 2020 bis 26. Mai 2020          |
| Minister für Bauwesen, Wohnungswesen und Versorgung |      | Irek Faisullin                        | Parteilos        | Ab 9. November 2020                   |
| Ministerin für Kultur |      | Olga Ljubimowa                        | Parteilos        | Ab 21. Januar 2020                    |
| Verteidigungsminister |      | Sergei Schoigu                        | Einiges Russland | Ab 21. Januar 2020                    |
| Minister für die Entwicklung des russischen Fernen Ostens und der Arktis                                                                                            |      | Alexander Koslow                      | Einiges Russland | 21. Januar 2020 bis 10. November 2020 |
| Minister für die Entwicklung des russischen Fernen Ostens und der Arktis                                                                                            |      | Alexei Tschekunkow                    | Parteilos        | Ab 10. November 2020                  |
| Minister für wirtschaftliche Entwicklung |      | Maxim Reschetnikow                    | Einiges Russland | Ab 21. Januar 2020                    |
| Bildungsminister |      | Sergei Krawzow                        | Parteilos        | Ab 21. Januar 2020                    |
| Katastrophenschutzminister |      | Jewgeni Sinitschew                    | Parteilos        | 21. Januar 2020 bis 8. September 2021 |
| Katastrophenschutzminister |      | Alexander Tschuprijan (kommissarisch) | Parteilos        | 10. September 2021 bis 25. Mai 2022   |
| Katastrophenschutzminister |      | Aleksander Kurenkov                   | Parteilos        | Ab 25. Mai 2022                       |
| Energieminister |      | Alexander Nowak                       | Einiges Russland | 21. Januar 2020 bis 10. November 2020 |
| Energieminister |      | Nikolai Schulginow                    | Parteilos        | Ab 10. November 2020                  |
| Finanzminister |      | Anton Siluanow                        | Einiges Russland | Ab 21. Januar 2020                    |
| Außenminister |      | Sergei Lawrow                         | Einiges Russland | Ab 21. Januar 2020                    |
| Gesundheitsminister |      | Michail Muraschko                     | Parteilos        | Ab 21. Januar 2020                    |
| Minister für Industrie und Handel |      | Denis Manturow                        | Einiges Russland | Ab 21. Januar 2020                    |
| Innenminister |      | Wladimir Kolokolzew                   | Parteilos        | Ab 21. Januar 2020                    |
| Justizminister |      | Konstantin Tschuitschenko             | Einiges Russland | Ab 21. Januar 2020                    |
| Minister für Arbeit und Soziales |      | Anton Kotjakow                        | Parteilos        | Ab 21. Januar 2020                    |
| Minister für Ökologie und natürliche Ressourcen |      | Dmitri Kobylkin                       | Einiges Russland | 21. Januar 2020 bis 9. November 2020  |
| Minister für Ökologie und natürliche Ressourcen |      | Swetlana Radtschenko (kommissarisch)  | Parteilos        | 9. und 10. November 2020              |
| Minister für Ökologie und natürliche Ressourcen |      | Alexander Koslow                      | Einiges Russland | Ab 10. November 2020                  |
| Minister für Wissenschaft und Hochschulbildung |      | Waleri Falkow                         | Einiges Russland | Ab 21. Januar 2020                    |
| Minister für Sport |      | Oleg Matyzin                          | Parteilos        | Ab 21. Januar 2020                    |
| Verkehrsminister |      | Jewgeni Ditrich                       | Einiges Russland | 21. Januar 2020 bis 9. November 2020  |
| Verkehrsminister |      | Alexander Neradko (kommissarisch)     | Parteilos        | 9. und 10. November 2020              |
| Verkehrsminister |      | Witali Saweljew                       | Einiges Russland | Ab 10. November 2020                  |